# Conquesta cartaginesa d'Hispània

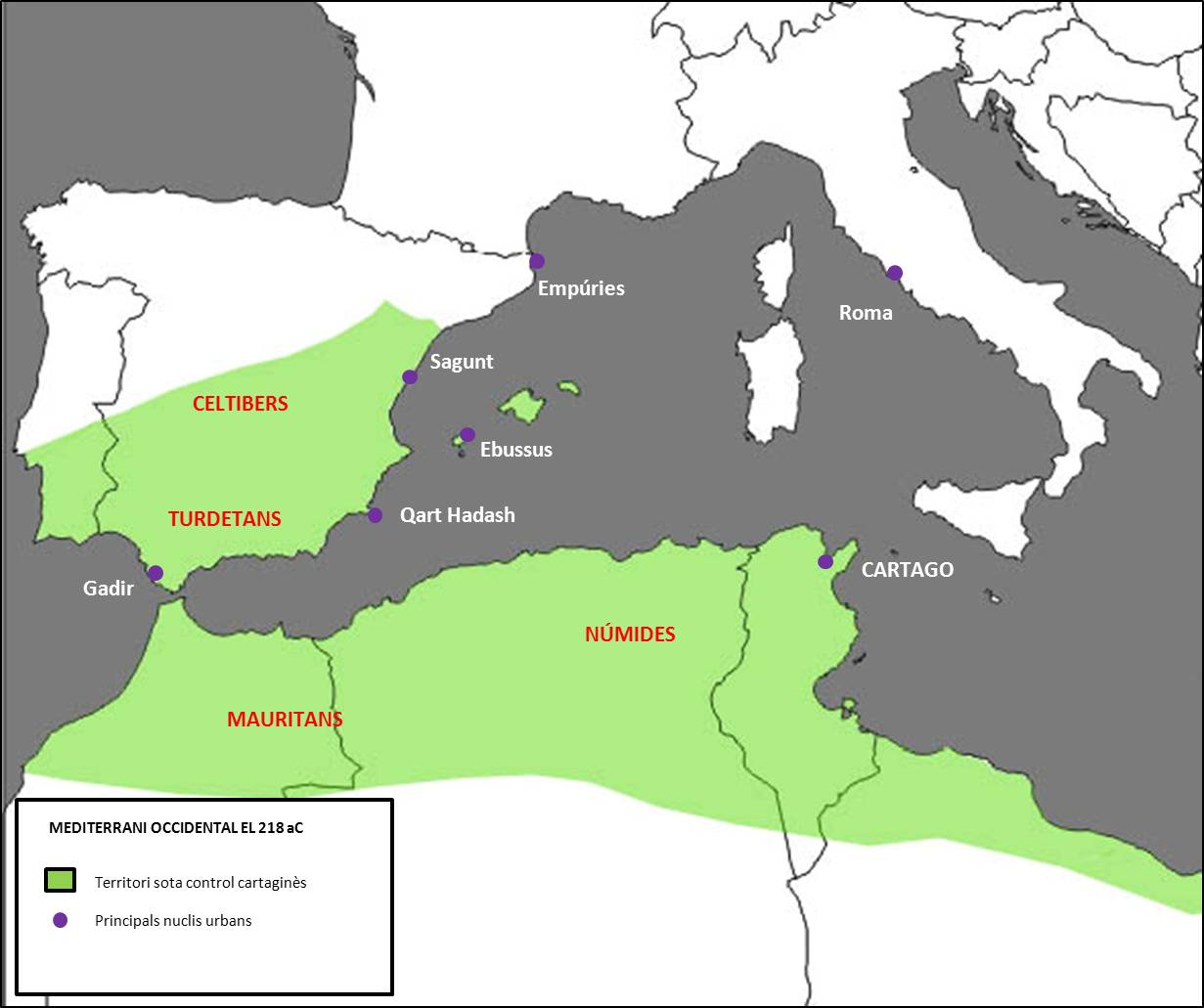
El Mediterrani occidental el 218 aC, mostrant l'àmbit territorial controlat per Cartago. Les línies mostren les fronteres actuals.

Amb el nom de conquesta cartaginesa d'Hispània es coneix un període de la història, entre el 237 aC i el 206 aC, en el qual la península Ibèrica va anar quedant de mica en mica sota el domini de Cartago. Aquest control colonial, iniciat amb la conquesta cartaginesa comandada per Amílcar Barca i iniciada al sud de l'actual Andalusia, va acabar en el transcurs de la Segona Guerra Púnica, quan la derrota cartaginesa davant de la República Romana va comportar que, l'any 206 aC, les últimes forces cartagineses abandonessin Ibèria.
Aquesta presència dels cartaginesos es devia a la necessitat de pagar una reparació de guerra a Roma, que després de la derrota de Cartago a la Primera Guerra Púnica va obligar els púnics a buscar una font de plata suficient per reunir l'import imposat. A més, en aquell primer conflicte entre les dues grans potències del Mediterrani occidental, Cartago havia perdut una font d'ingressos tant important com era el territori occidental de Sicília, així com l'illa de Sardenya, aquest cop en el context de la Guerra dels mercenaris.
Tot i que aquesta presència no s'allargà massa en el temps, els contactes entre púnics i indígenes, la implantació d'un seguit de canvis en la indústria i l'agricultura, l'afecte que la cultura i la religió van tenir sobre els darrers, van modificar per sempre la societat ibèrica, que es preparava així, en certa manera, per la posterior aparició dels romans, vencedors de la Segona Guerra Púnica, i que romandrien a la Península fins al segle v.

## Història

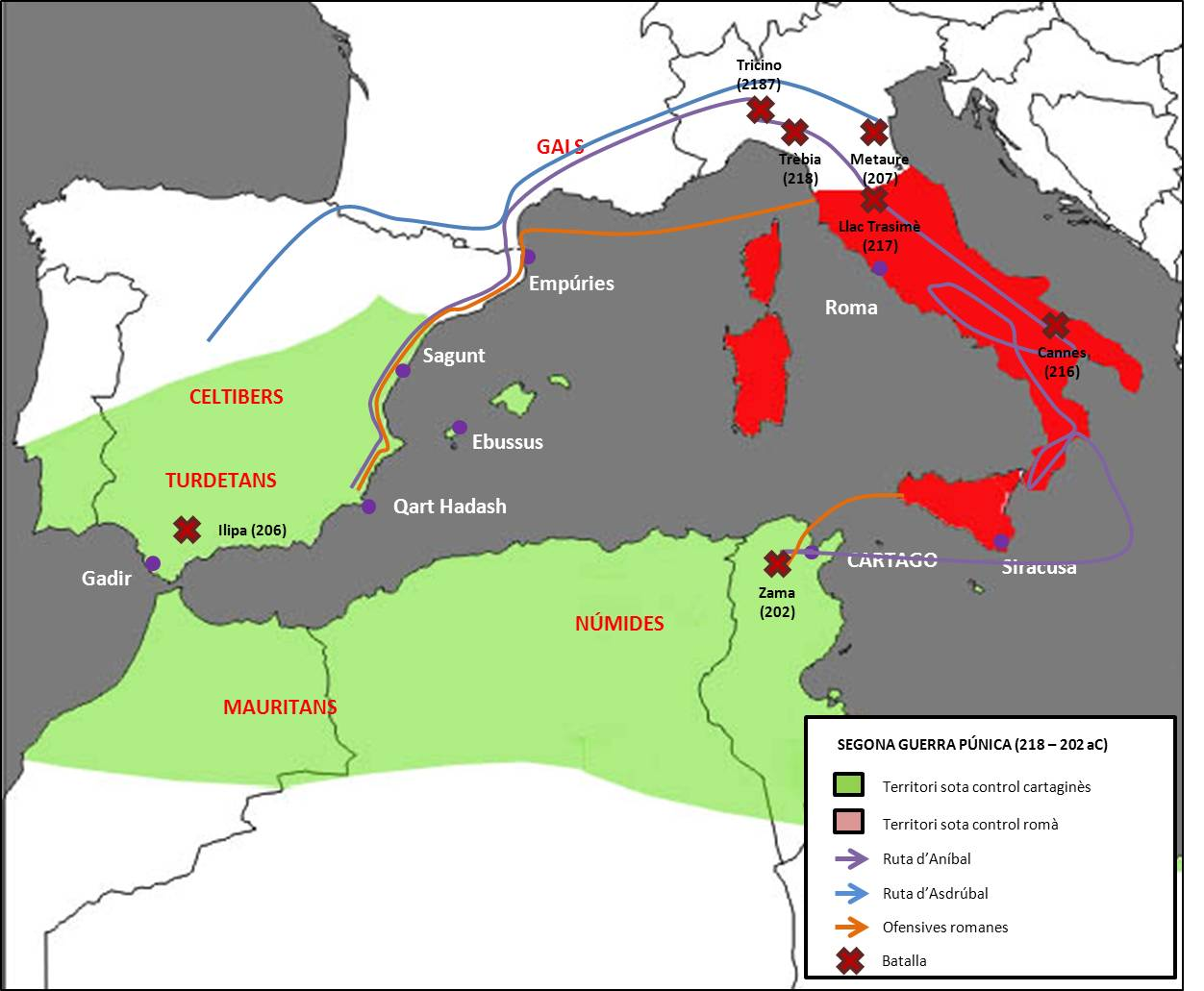
Mapa d'operacions de la Segona Guerra Púnica.

Després de la Primera Guerra Púnica el 241 aC Cartago havia esgotat els seus recursos econòmics, i el 236 aC la revolta dels seus mercenaris va ser aprofitada per Roma per dominar Sardenya i Còrsega. Amílcar Barca va dirigir llavors les seves esperances a la dominació d'Hispània (237 aC). No fou difícil i per una política de força i de cooperació amb molts matrimonis mixtos, aviat es va establir el domini cartaginès a bona part de la península (237-229 aC).
Polibi diu que Amílcar Barca després de la guerra fou enviat amb un exèrcit a Hispània, en canvi Diodor de Sicília i Appià diuen que es va barrejar amb intrigues del partit popular contra el partit aristocràtic i que per escapar a la persecució dels aristòcrates que li recriminaven la seva conducta a Sicília, va anar a Hispània. Appià i Zonaràs diuen expressament que va anar a Hispània sense autorització del govern i que els seus actes foren després ratificats a causa dels seus èxits i per la influència del seu gendre Àsdrubal, cap del partit popular a Cartago que havia guanyat molts adherents al rebre finançament des d'Hispània amb les riqueses obtingudes per Amílcar. No es pot assegurar res però si que se sap que Amílcar era partidari del partit popular mentre el general Hannó era el cap dels aristòcrates, i que va fer aliança matrimonial i política amb Asdrúbal. En general es pensa que Barca volia crear un imperi a Hispània tant per raons econòmiques com estratègiques, ja que Cartago necessitava amb urgència obtenir metalls preciosos perquè les seues arques havien quedat buides després de la guerra; a més, li calia reclutar mercenaris hispans per als seus minvats exèrcits i, sobretot, el control militar de la Península era absolutament imprescindible a fi que Cartago pogués frenar la penetració romana. Personalment compensava la pèrdua de Sicília i esperava obtenir riqueses per fer l'abans possible la guerra de revenja contra Roma. Però una facció del Senat cartaginès era contrària a l'expansió, i proposava l'alternativa d'intensificar l'explotació dels recursos naturals de les terres africanes. Sembla que Barca va reclutar un nou exèrcit a Numídia, i va organitzar una expedició a Hispània sota la seva responsabilitat.
Quan Amílcar va arribar a Hispània només Gades i algunes altres petites colònies fenícies estaven en l'òrbita de Cartago i estenien la seva influència pel sud del país. Amb el seu exèrcit mercenari, i més tard amb soldats pagats o reclutats al lloc, Amílcar va dominar tribus i ciutats, combinant la diplomàcia i la guerra. Les riques mines de plata a la part del país que va sotmetre li va donar la riquesa que necessitava, complementada amb el botí de guerra i les contribucions dels sotmesos. Després de la popularitat entre el poble i el partit patriòtic, adquirida a conseqüència del seu èxit, els seus adversaris no van poder impedir que arribés a ser pràcticament un dictador i tots els esforços humans i econòmics de Cartago es dirigiren cap a un únic objectiu: la conquesta d'Hispània. Va fundar una ciutat destinada a esdevenir la capital cartaginesa d'Hispània a un lloc anomenat Cap Blanc (Ἄκρα Λευκή), però aquesta fou substituïda després per Cartago Nova. També se li atribueix que va fundar la ciutat de Bàrcino, l'actual Barcelona.
Amílcar Barca va morir el 229 aC i va deixar el poder al seu gendre Asdrúbal que va seguir les passes del seu sogre fins al 221 aC en què fou assassinat; llavors el va succeir Hanníbal quant ja els romans havien quedat lliures de l'amenaça dels gals que fins llavors els havia tingut ocupats. Asdrúbal i Roma van establir el tractat de l'Ebre, que establia que el riu Ebre seria el límit de la zona d'influència de cada part (228 aC). El tractat que va posar fi a la Primera Guerra Púnica establia no obstant que els aliats de cada part no podrien ser molestats per l'altra, i segons Tit Livi la mateixa garantia es va afegir al tractat del 228 aC per la presència més al sud de l'Ebre de la ciutat d'Arse (Sagunt), com a ciutat lliure, en canvi Polibi no ho esmenta. En tot cas Hanníbal va posar setge a Sagunt i els romans ho van fer servir de pretext per iniciar la guerra en la qual els romans van conquerir part de la península.